# Bajevói járás
A Bajevói járás (oroszul Баевский район) Oroszország egyik járása az Altaji határterületen. Székhelye Bajevo.

A Bajevói járás az Altaji határterületen

## Népesség
- 1989-ben 14 963 lakosa volt.
- 2002-ben 13 601 lakosa volt, melyből 12 857 orosaz, 369 német, 190 ukrán, 27 cigány, 22 tatár, 20 fehérorosz, 12 örmény, 11 azeri stb.
- 2010-ben 10 977 lakosa volt.